# Unisonic
Unisonic — немецкая метал-супергруппа, образованная в 2009 году экс-вокалистом группы Helloween Михаэлем Киске вместе с Деннисом Уордом и Костой Зафирио из группы Pink Cream 69 и Мэнди Майером из групп Gotthard и Krokus. В 2011 году к группе присоединяется сооснователь Helloween и лидер Gamma Ray, Кай Хансен.

## История
Вокалист Михаэль Киске (экс-Helloween), басист Деннис Уорд (Pink Cream 69) и барабанщик Коста Зафириу (экс-Pink Cream 69) уже работали вместе в группе Place Vendome. После выхода второго альбома Streets of Fire в 2009 году, вышеупомянутые музыканты решили работать вместе и образовать новую группу. Деннис Уорд предложил взять швейцарского гитариста Мэнди Майера (экс-Krokus, экс-Gotthard). Unisonic начал своё первое турне в июне 2010 года.
Мэнди Майер прокомментировал название группы: «У нас было много идей для названия группы, и в итоге все сошлись на Unisonic: оно подходило к нашей группе, объединившей музыкантов с разной историей и из разных стран».
В марте 2011 года к группе присоединился гитарист Кай Хансен (Gamma Ray, экс-Helloween). В январе 2012 года Unisonic выпустили свой первый мини-альбом под названием «Ignition». Дебютный альбом группы, «Unisonic», был выпущен 30 марта 2012 года. На песню Unisonic также был снят видеоклип.
Второй мини-альбом, названный «For the Kingdom», вышел 23 мая 2014 года, а 1 августа того же года был выпущен второй полноценный альбом группы, «Light of Dawn». На песню Exceptional снят видеоклип.
18 ноября 2016 года на официальном сайте Unisonic появилось сообщение, что Кай и Михаэль получили приглашение для участия в концертном туре  Helloween "Pumpkins United" 2017/2018 годов.  Остальные участники коллектива займутся своими проектами. "... но это определенно не конец UNISONIC !!!" По окончании турне планируется работа над третьим студийным альбомом.

## Состав
- Михаэль Киске — вокал (с 2009)
- Кай Хансен — гитара (с 2011)
- Мэнди Майер — гитара (с 2009)
- Деннис Уорд — бас-гитара (с 2009)
- Коста Зафирио — ударные (с 2009)

## Дискография
- Ignition (мини-альбом) (2012)
- Unisonic (2012)
- For the Kingdom (мини-альбом) (2014)
- Light of Dawn (2014)